# Eskipazar, Ordu
Eskipazar là một xã thuộc thành phố Ordu, tỉnh Ordu, Thổ Nhĩ Kỳ. Dân số thời điểm năm 2010 là 2.318 người.